# 32 atam

32 atam (32 dents en français) est une série télévisée humoristique arménienne,.